# Baphia speciosa
Baphia speciosa är en ärtväxtart som beskrevs av Jan Bevington Gillett och Richard Kenneth Brummitt. Baphia speciosa ingår i släktet Baphia och familjen ärtväxter. IUCN kategoriserar arten globalt som nära hotad. Inga underarter finns listade i Catalogue of Life.